# P. Shiv Shankar

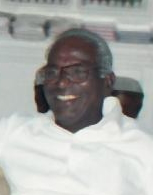
P. Shiv Shankar (1994)

P. Shiv Shankar (Punjala Shiv Shankar; Telugu పి. శివశంకర్; * 10. August 1929 in Mamidi Palli, Andhra Pradesh; † 27. Februar 2017 in Hyderabad) war ein indischer Politiker des Indischen Nationalkongresses (INC), der unter anderem Außenminister sowie Gouverneur von Sikkim und Kerala war.

## Leben
P. Shiv Shankar wurde 1980 von Premierministerin Indira Gandhi als Minister für Recht und Justiz (Union Minister of Law and Justice) in eine Unionsregierung berufen und bekleidete dieses Amt bis 1982. Nachdem er zwischenzeitlich kurzzeitig 1982 Minister für Erdöl, Chemikalien und Düngemittel (Union Minister for Petroleum, Chemicals and Fertilizers), war er anschließend von 1982 bis 1984 Minister für Energie, Erdöl und Kohle (Union Minister for Energy, Petroleum and Coal).
Am 16. Mai 1986 wurde Shiv Shankar von Premierminister Rajiv Gandhi als Nachfolger von Bali Ram Bhagat zum Außenminister Indiens (Union Minister of External Affairs) ernannt, übergab das Amt jedoch bereits nach wenigen Monaten im Rahmen einer Kabinettsumbildung am 22. Oktober 1986 an Narayan Dutt Tiwari. Er selbst wurde bei dieser Regierungsumbildung zum Handelsminister (Union Minister of Commerce) ernannt und bekleidete dieses Ministeramt bis 1987. Im Rahmen einer neuerlichen Regierungsumbildung wurde er 1987 erneut Minister für Recht und Justiz und verblieb bis 1988 auf diesem Ministerposten. Gleichzeitig war er zwischen 1987 und 1988 auch Minister für Planung und Programmdurchführung (Union Minister for Planning and Programme Implementation).
Zuletzt bekleidete Shiv Shankar im Kabinett von Rajiv Gandhi von 1988 bis 1989 das Amt des Ministers für die Entwicklung menschlicher Ressourcen (Union Minister for Human Resources Development).
Am 21. September 1994 ernannte ihn Staatspräsident Shankar Dayal Sharma zum Gouverneur von Sikkim und damit zum Nachfolger von Radhakrishna Hariram Tahiliani. Das Amt des Gouverneurs dieses Bundesstaates bekleidete er bis zum 11. November 1995 und wurde dann von K. V. Raghunatha Reddy abgelöst.
Im Anschluss folgte Shiv Shankar am 12. November 1995 B. Rachaiah als Gouverneur von Kerala und verblieb bis zum 1. Mai 1996 auf diesem Gouverneursposten, ehe ihm am 5. Mai 1996 Khurshed Alam Khan nachfolgte.
Nachdem er 2004 die Kongresspartei verlassen und sich aus der aktiven Politik zurückgezogen hatte, trat er 2008 der Praja Rajyam Party bei.